# 罗伯托·马塞利诺·奥尔蒂斯
海梅·赫拉尔多·罗伯托·马塞利诺·马里亚·奥尔蒂斯·利萨尔迪（西班牙語：Jaime Gerardo Roberto Marcelino María Ortiz Lizardi，1886年9月24日—1942年7月15日），阿根廷总统（1938年－1942年）。
奥尔蒂斯出生在布宜诺斯艾利斯。在布宜诺斯艾利斯大学作为一名学生，1905年他参加了一次不成功的革命。1909年他从大学毕业并成为律师。1920年被选进阿根廷国会。从1925年到1928年他担任公共建设部长。他支持了1930年的革命，从1935年到1937年担任财政部长。
在1937年的总统选举，他是正式政府候选人并赢取选举。虽然反对党指责了他选举欺骗，奥尔蒂斯从未否认那些指控，但一旦他担任了总统职务，他设法使阿根廷政治更多开放和真实地民主。在成为总统以后，在1940年8月奥尔蒂斯的糖尿病健康狀況变得严重欠佳，他将权力移交给副总统拉蒙·卡斯蒂略。他是赞成盟友但由于军队反对，他没有在二战宣战，在他的去世几天之前他辞去总统职务由卡斯蒂略繼任。
| 前任： 阿古斯丁·佩德罗·胡斯托 | 阿根廷总统 1938年—1942年 | 繼任： 拉蒙·卡斯蒂略 |